# گودرون روود
گودرون روود (انگلیسی: Gudrun Ruud; ۱۴ آوریل ۱۸۸۲ – ۳۰ دسامبر ۱۹۵۸) جانورشناس، دستیار آموزشی، و نسل‌شناس اهل نروژ بود.